# Stebnícka Huta
Stebnícka Huta es un municipio del distrito de Bardejov en la región de Prešov, Eslovaquia, con una población estimada a final del año 2024 de 194 habitantes.
Se encuentra ubicado en el centro-norte de la región, cerca del río Topľa (cuenca hidrográfica del río Tisza) y de la frontera con Polonia.

## Demografía
| Año        | 1994 | 2004    | 2014    | 2024     |
| ---------- | ---- | ------- | ------- | -------- |
| Población  | 242  | 253     | 234     | 194      |
| Diferencia |      | +4,54 % | −7,50 % | −17,09 % |

| Año        | 2023 | 2024 |
| ---------- | ---- | ---- |
| Población  | 194  | 194  |
| Diferencia |      | +0 % |